# Anahita (mythologie)

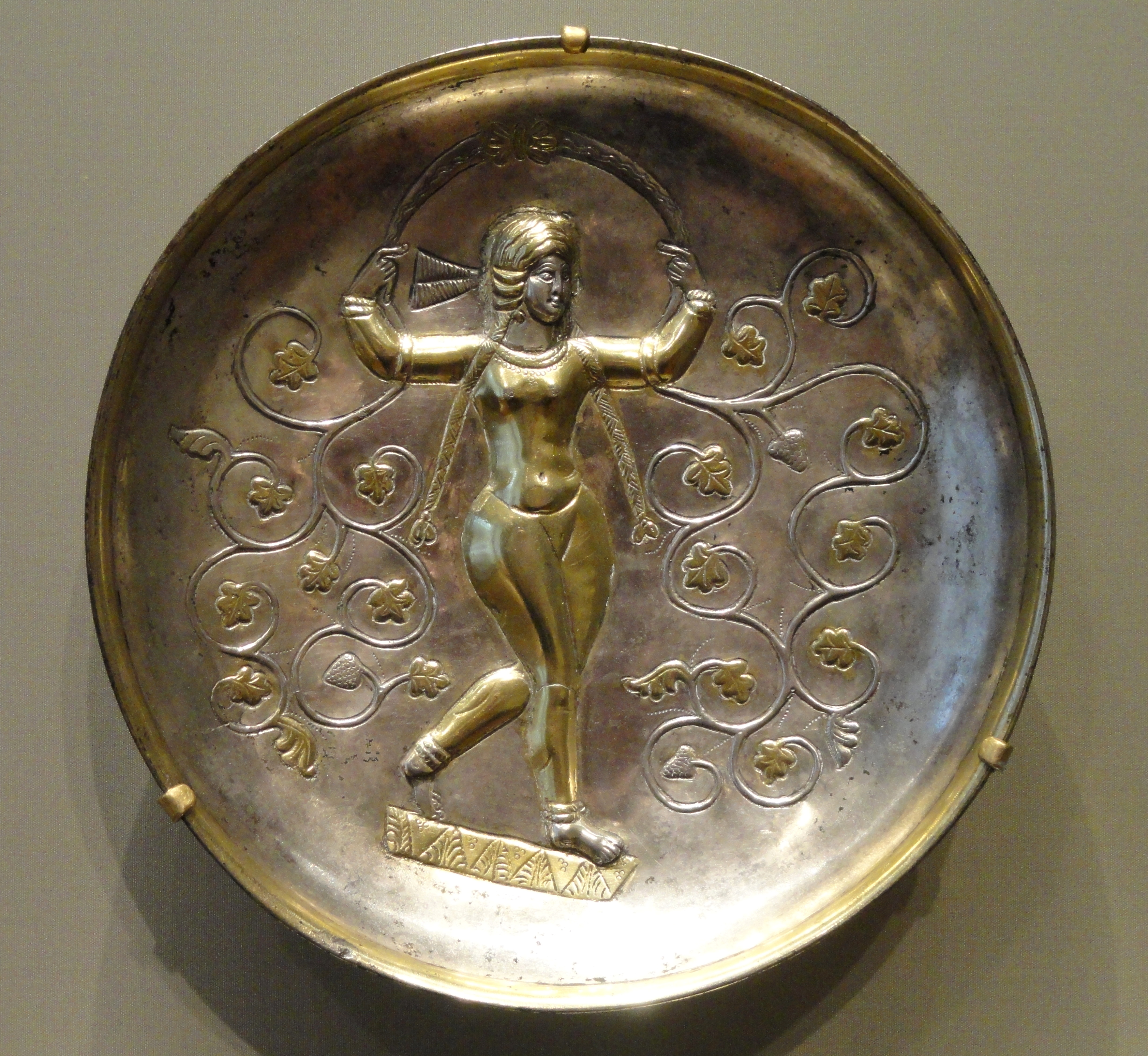
Anahita
(ca. 400-600), CMA

Anahita, ook wel bekend als Anaïtis (Oudgrieks: Ἀναῖτις, Anaĩtis), is een Perzische godin.
Deze Aziatische natuurgodin (mogelijk van Mesopotamische oorsprong) werd in Armenië, Cappadocië, Medië en andere Aziatische landen vereerd. Zij komt voor op het reliëf van de Taq-e-Bustan. Zij was de godin van het water, de liefde, de vruchtbaarheid en van de voortplanting en kreeg het epitheton van Moeder van God.
Haar priesters waren tot een stand met eigen bezittingen verbonden. De Grieken zagen in haar een maangodin en identificeerden haar met Aphrodite of Artemis.
Met name koning Artaxerxes II maakte haar cultus prominent en hij richtte standbeelden door heel Perzië op.